# 古風操
〈古風操〉，古琴曲，首見於《神奇秘譜》中的「太古神品」，意取「太古之淳風」。今有姚丙炎及吳文光打譜的版本。

## 史料
被收錄於《神奇秘譜》、《風宣玄品》、《琴苑心傳全編》和《天聞閣琴譜》等譜中。

## 曲意
《神奇秘譜》：「臞仙曰：『是曲者，古曲也，文王所作。其為趣也，追太古之淳風。謂不治而不亂，不言而自信，不化而自行。蕩蕩乎，民無能名焉。其俗也，熙熙然如登春台；以道存生，以德安形。其民甘食而樂居，懷土而重生，形有動作，心無好惡。雞犬之聲相聞，民至老死不相往來，無有好惡，無有嗜慾，此太樸之俗見於世也。』」

## 演奏版本
- 《神奇秘譜》，姚丙炎打譜。姚丙炎、姚公白等人的錄音。[3][4][5]
- 《神奇秘譜》，吳文光打譜。有吳文光、楊春薇等人的錄音。[6][7][8]

## 外部連結
- YouTube上的〈古風操〉，楊春薇演奏，收錄於《飛英遊弦》
- YouTube上的〈古風操〉，始於1小時24分35秒，楊春薇演奏